# Rhynchostegium homaliocaulon
Rhynchostegium homaliocaulon är en bladmossart som beskrevs av Kindberg 1888. Rhynchostegium homaliocaulon ingår i släktet näbbmossor, och familjen Brachytheciaceae. Inga underarter finns listade i Catalogue of Life.